# 索尼α900
SONY DSLR-α900是索尼在2008年9月10日推出的一款高端数码单镜反光相机。
特点包括采用了全画幅尺寸的“Exmor”CMOS传感器，像素为两千四百多万；每秒5张的最高连拍速度；内置双BIONZ图像处理器；100%视角的取景器。
如其他索尼数码单反相机一样，α900也具备“SuperSteadyShot”机内光学防抖功能，因此安装任何镜头都可实现光学防抖。

## 亮点
- 智能预览模式：这是一个索尼第一次引进的功能，在α900上能让用户先用目前的设置拍摄一张照片（但不储存）。当开启这个模式时，按下景深预览键即可拍摄当前目标，然后显示所得图像和直方图。之后，用户可以选择接受当前设定，或者改变相关设置：如光圈大小、快门速度、白平衡等。如果用户满意得到的效果则可以继续以这种设置继续拍照，否则用户可以简单的按下删除键（垃圾桶）取消更改。并且用户按下DISP键之后可以对比两种不同设置之间的效果。
- 100%的取景器：索尼在α900机顶上安装了一块巨大的五棱镜，实现了“所见即所得”。因此机顶上就有一块与众不同的类金字塔形的突起物。不过也因为这块巨大的五棱镜，α900没有内置闪光灯。
- 兼容APS-C（DT）镜头：当把非全幅索尼或美能达镜头安装在相机时，相机会自动识别镜头的参数并只使用相当于APS-C尺寸大小的感光元件面积。因此照片尺寸有所减少。
- 该相机机身不提供查看快门次数功能，如购买二手相机需要通过照片Exif信息获得实际快门使用次数。